# Oleg Krasowski
Oleg Antonowicz Krasowski, ros. Олег Антонович Красовский (ur. 31 grudnia 1919 w Moskwie, zm. 22 października 1993) – propagandysta Rosyjskiej Armii Wyzwoleńczej podczas II wojny światowej, emigracyjny działacz polityczny, publicysta.
W 1925 r. jego rodzina przeniosła się z Moskwy do Kijowa, po czym w 1931 r. powróciła do rodzinnego miasta. W 1934 r. rodzice zostali aresztowani przez OGPU. Oleg A. Krasowski zamieszkał z dalszymi krewnymi. Wstąpił do komsomołu. Po ukończeniu szkoły średniej został nauczycielem w Sławgorodzie. Od jesieni 1938 r. studiował w Moskiewskim Instytucie Inżynieryjno-Ekonomicznym, ale naukę przerwało wezwanie do Armii Czerwonej. Służył jako podporucznik w zaanektowanej Estonii. Po ataku wojsk niemieckich na ZSRR 22 czerwca 1941 r., dowodził plutonem zwiadowczym artylerii, a następnie w stopniu porucznika baterią artylerii. Pod koniec 1941 r. dostał się do niewoli niemieckiej. Wiosną 1942 r. ukończył kursy propagandowe w obozie w Wullheide pod Berlinem, po czym szkołę propagandystów ROA w pobliskim Dabendorfie. Mianowano go porucznikiem. Od kwietnia 1943 r. służył jako propagandysta Rosyjskiej Armii Wyzwoleńczej w Prusach Wschodnich.
Po zakończeniu wojny uniknął deportacji do ZSRR. Przebywał w obozach dla dipisów w zachodnich Niemczech. W 1946 r. wstąpił do Narodowego Związku Pracujących (NTS). W latach 50. prowadził odczyty dotyczące życia w Związku Radzieckim. W latach 60. kierował Radiem „Свободная Россия” na Tajwanie, prowadząc liczne audycje radiowe o charakterze antykomunistycznym. Odbył szereg podróży po krajach Azji Południowo-Wschodniej, z których napisał serię reportaży, analizując w nich przenikanie komunizmu do tej części świata. Wystąpił z NTS. Po powrocie do RFN założył w 1977 r. Rosyjską Unię Narodową w Niemczech. Został korespondentem Radia „Swoboda” w Bonn. W 1981 r. współtworzył almanach „Wiecze” w Monachium. Opublikował w nim liczne artykuły, w tym o charakterze autobiograficznym.